# Eulach Squash-Club Winterthur
Der Eulach Squash-Club Winterthur (ESCW) ist ein Squashclub aus der Stadt Winterthur. 2010/11 wurde das Frauenteam Schweizer Meister.

## Geschichte
Der Verein im April 2006 gegründet. Bereits nach wenigen Wochen hatte der Club einige Aktivmitglieder und zahlreiche Passivmitglieder.
Am 17. Juni 2006 fand die erste ordentliche Generalversammlung statt, bei der bekannt gegeben wurde, dass der Club in der ersten Saison bei den Damen in der höchsten Liga, der Nationalliga A, und bei den Herren in der 2. Liga an den Start gehen wird. Der Club wurde von Alfred Scarlato gegründet, der nach seinem Abgang beim SRC Winterthur verhindern wollte, dass seine beiden talentierten Töchter Melanie und Corinne aufhören Squash zu spielen.
In den Saisons 07/08 und 08/09 konnte die NLA-Mannschaft der Damen jeweils den Vizetitel erringen – man verlor das Playoff-Final 2008 gegen den Stadtrivalen SRC Winterthur (Saison 07/08) und im darauffolgenden Jahr gegen den SC Sihltal (Saison 08/09). In der Saison 10/11 reichte es dem Team schliesslich zum ersten Titelgewinn. Das Damenteam löste nach der Saison 2012/13 nach einem weiteren Vizemeistertitel aufgrund von Spielerinnenmangel auf die neue Saison hin auf.
Seit dem Rückzug des Fanionteams der Frauen stellt der ESCW nur noch Männerteams in den unterklassigen Interclubligen. 2019 trat der Verein aus dem Dachverband Winterthurer Sport aus, stellte aber zuletzt noch in der Saison 2021/22 eine 3. Liga-Herrenmannschaft in der Interclub-Meisterschaft, nahm aber dann an der Meisterschaft 2022/23 nicht mehr teil.

## Spielstätte
Der Eulach Squash-Club Winterthur trainiert und bestreitet sämtliche Heimspiele im Squash Center Wülflingen.

## Erfolge
- Saison 12/13: Nationalliga A Damen: Vize-Schweizermeister.
- Saison 10/11: Nationalliga A Damen: Schweizermeister.
- Saison 08/09: Nationalliga A Damen: Vize-Schweizermeister.
- Saison 07/08: Nationalliga A Damen: Vize-Schweizermeister.